# رود کیشما
رود کیشما (انگلیسی: Kishma) یک رودخانه در استان نیژنی نووگورود کشور روسیه است.